# Mercedes-AMG One

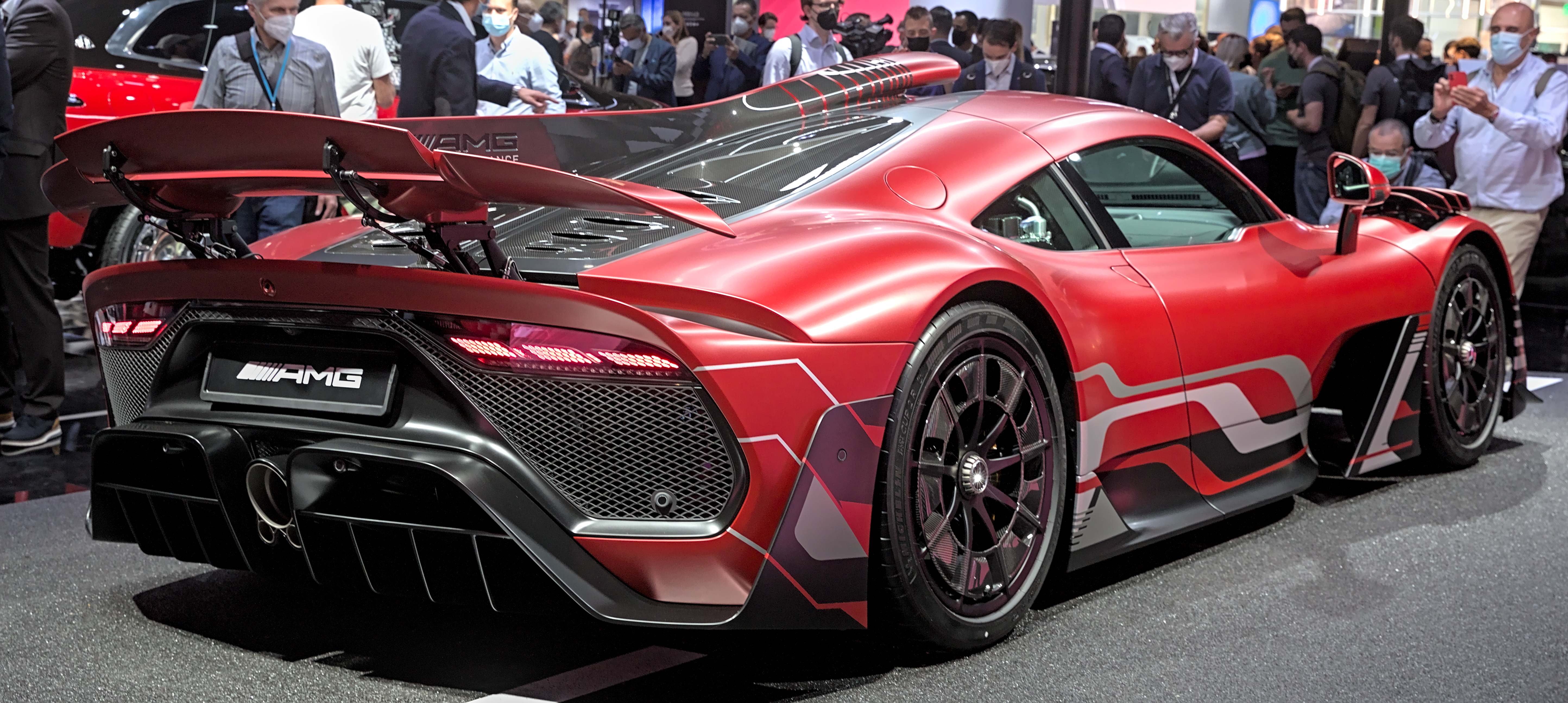
Vue arrière.

La Mercedes-AMG One est une hypercar du constructeur automobile allemand Mercedes-AMG, présentée au salon de l'automobile de Francfort 2017 à l'occasion du cinquantenaire de son département sportif AMG, sous la forme d'un concept car. Son moteur est dérivé de celui utilisé par la Mercedes F1 W07 en Championnat du monde de Formule 1 par la team Mercedes-AMG où elle remporte le Championnat pilote et constructeur.
La Mercedes-AMG One a battu le record le 23 septembre 2024, pour les voitures homologuées, du circuit du Nürburgring, qui est considérée comme un des circuits les plus exigeants au monde, en le réalisant en 6min 35s 183, puis en améliorant ce dernier en septembre 2024 avec un temps de 6min 29s 09.

## Présentation
La Mercedes-AMG One est présentée à Francfort le 12 septembre 2017 sous la forme d'un concept car. Elle est dotée d'un moteur directement dérivé de la Formule 1 Mercedes F1 W07 utilisée dans le championnat du monde de Formule 1 2016, le constructeur étant alors huit fois champion du monde de la discipline (2014, 2015, 2016, 2017, 2018, 2019, 2020, 2021). Sa production a commencé en aout 2022.
Mercedes présente la One comme la première F1 homologuée pour la route, équipée d'une instrumentation digitale et offrant deux places.

Mercedes-AMG Project ONE à l'IAA 2017
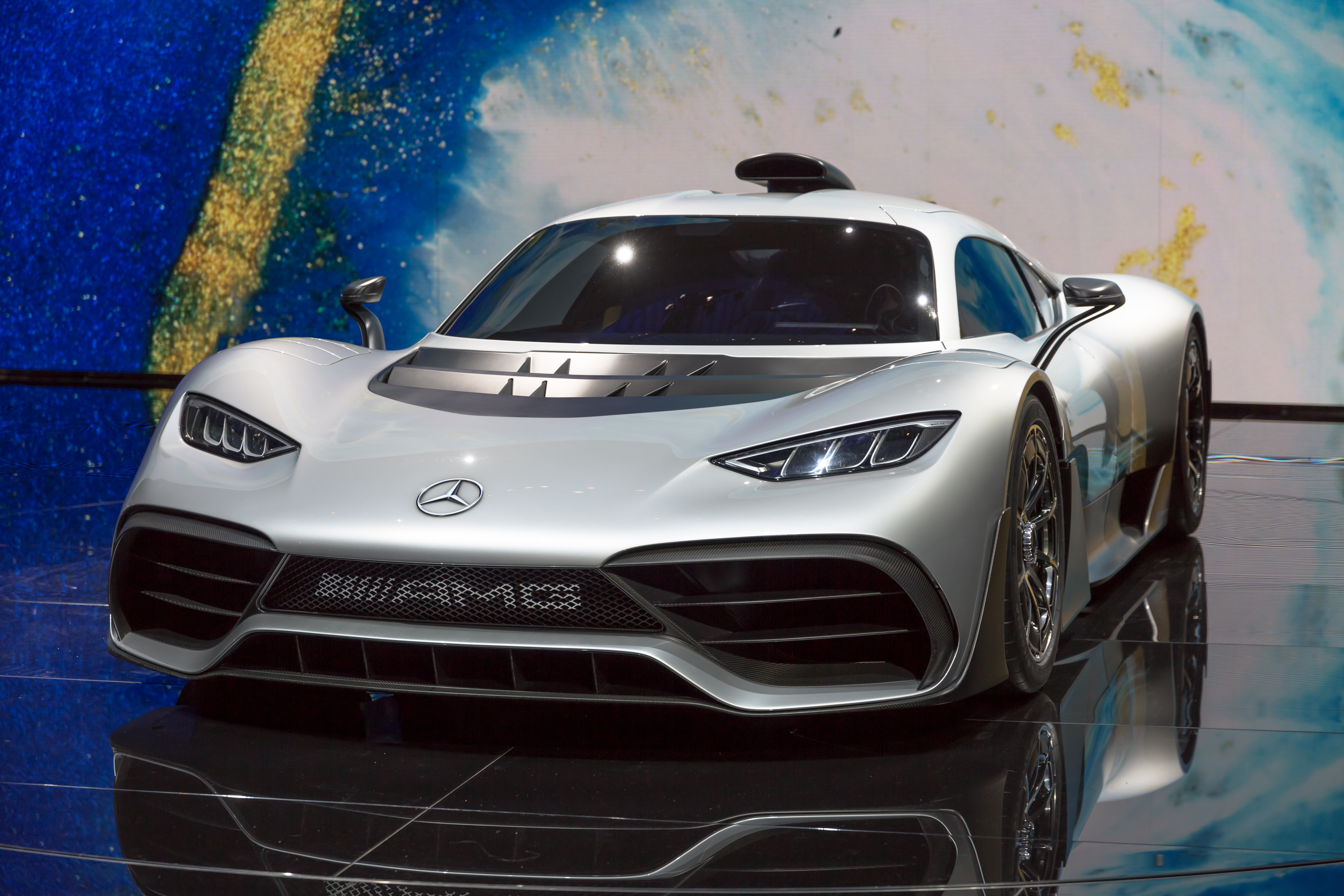
Vue de face.
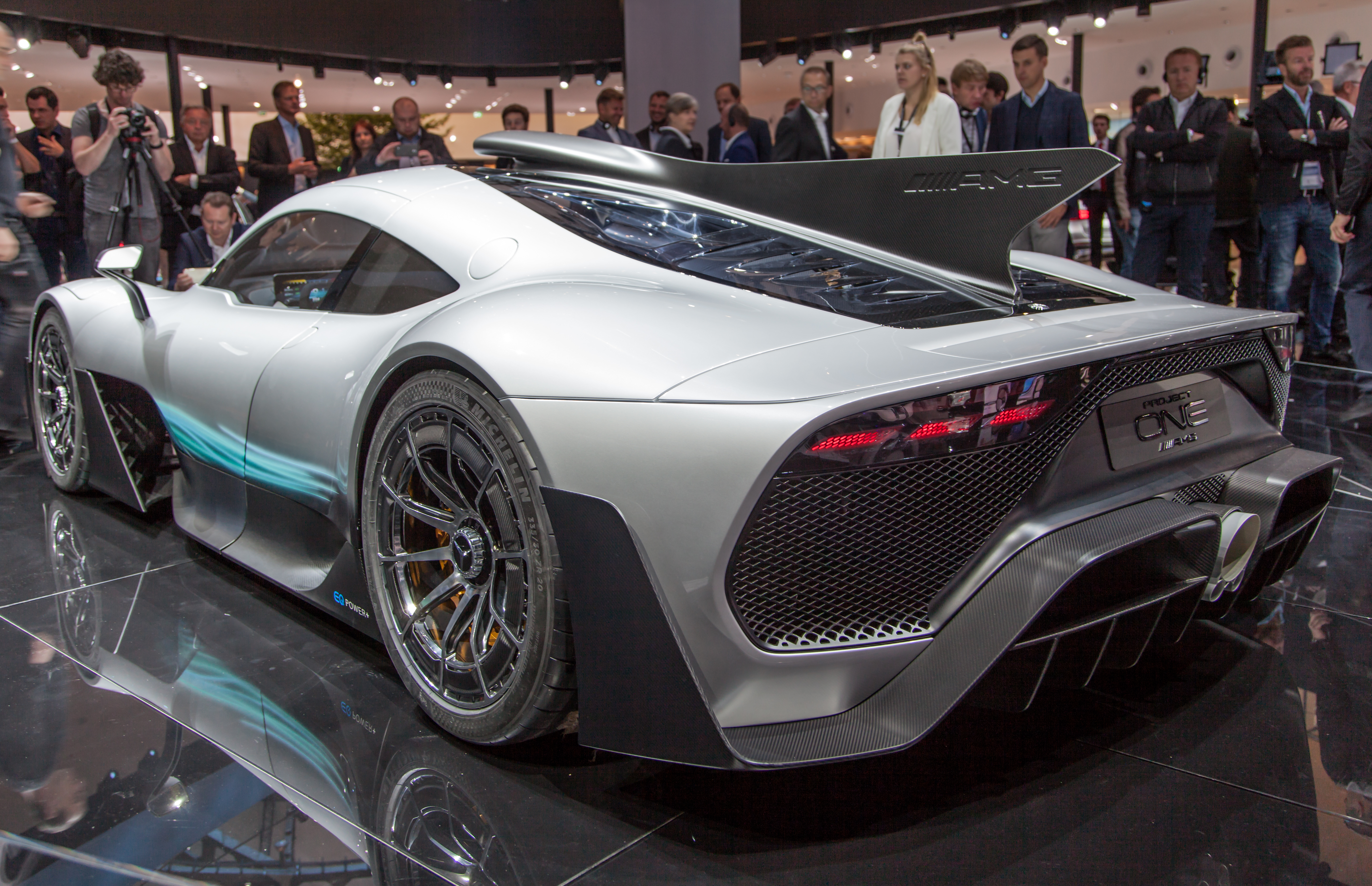
Vue arrière.
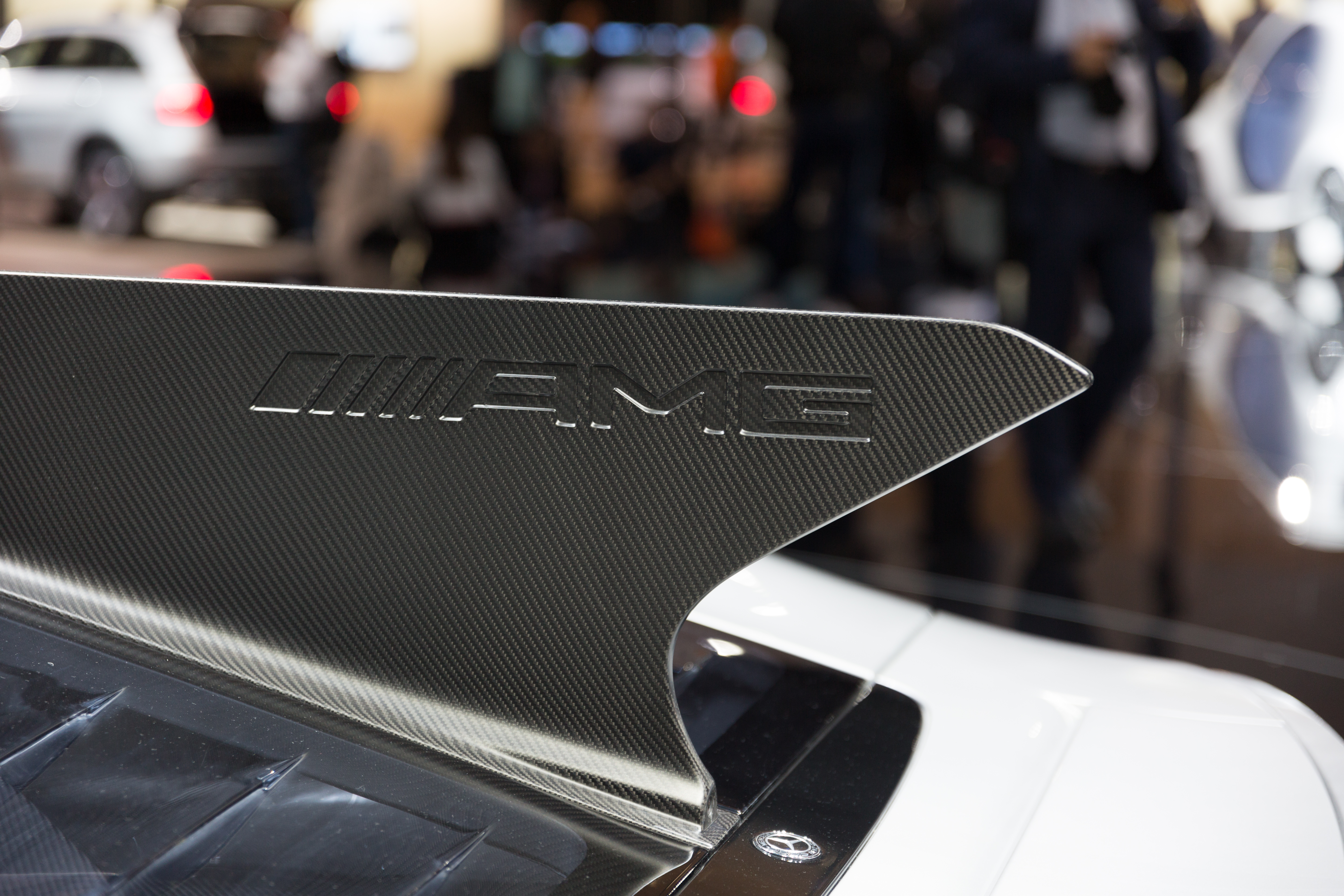
Aileron arrière.
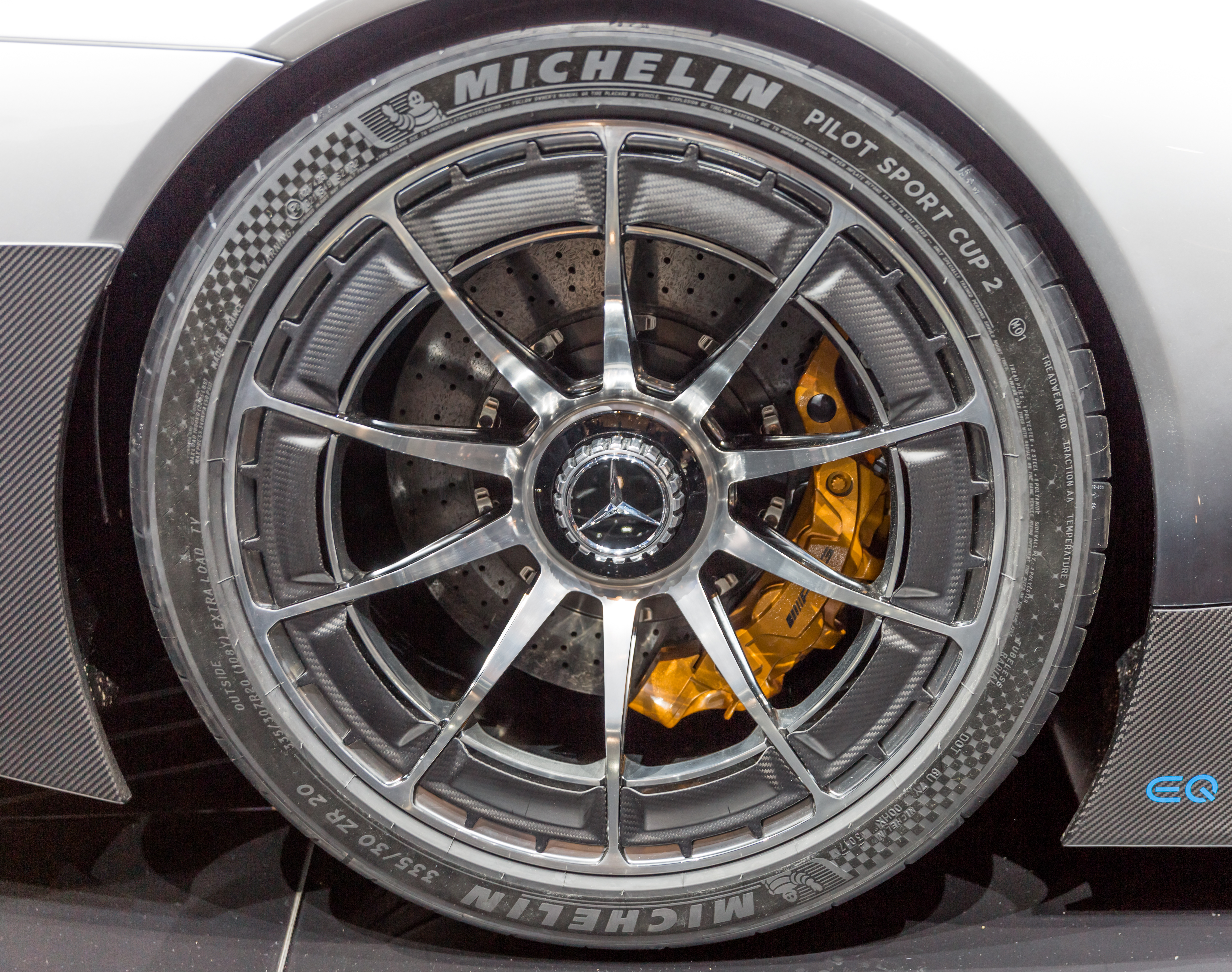
Roue arrière avec inserts en carbone.
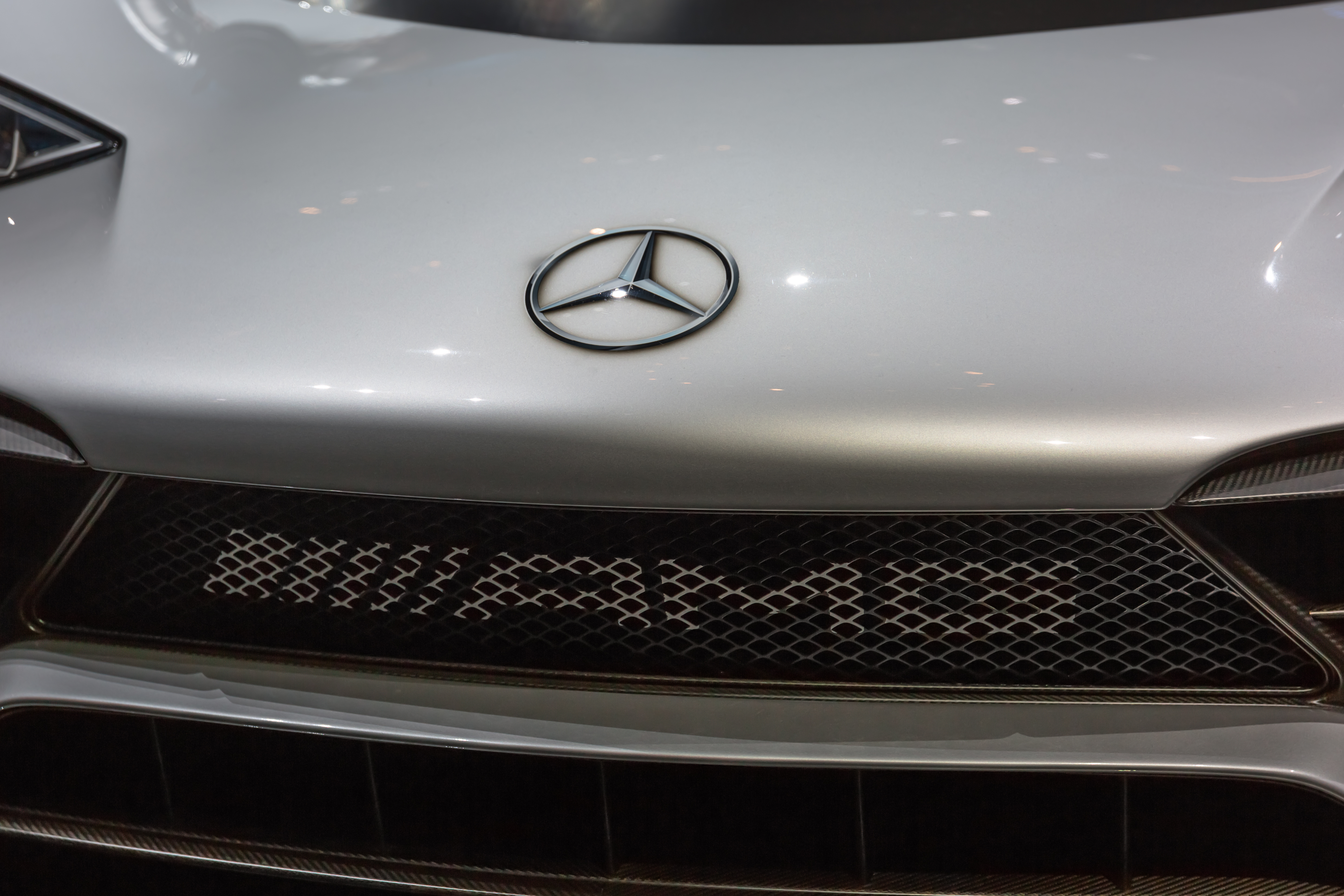
Calandre et étoile Mercedes peinte.

## Caractéristiques techniques

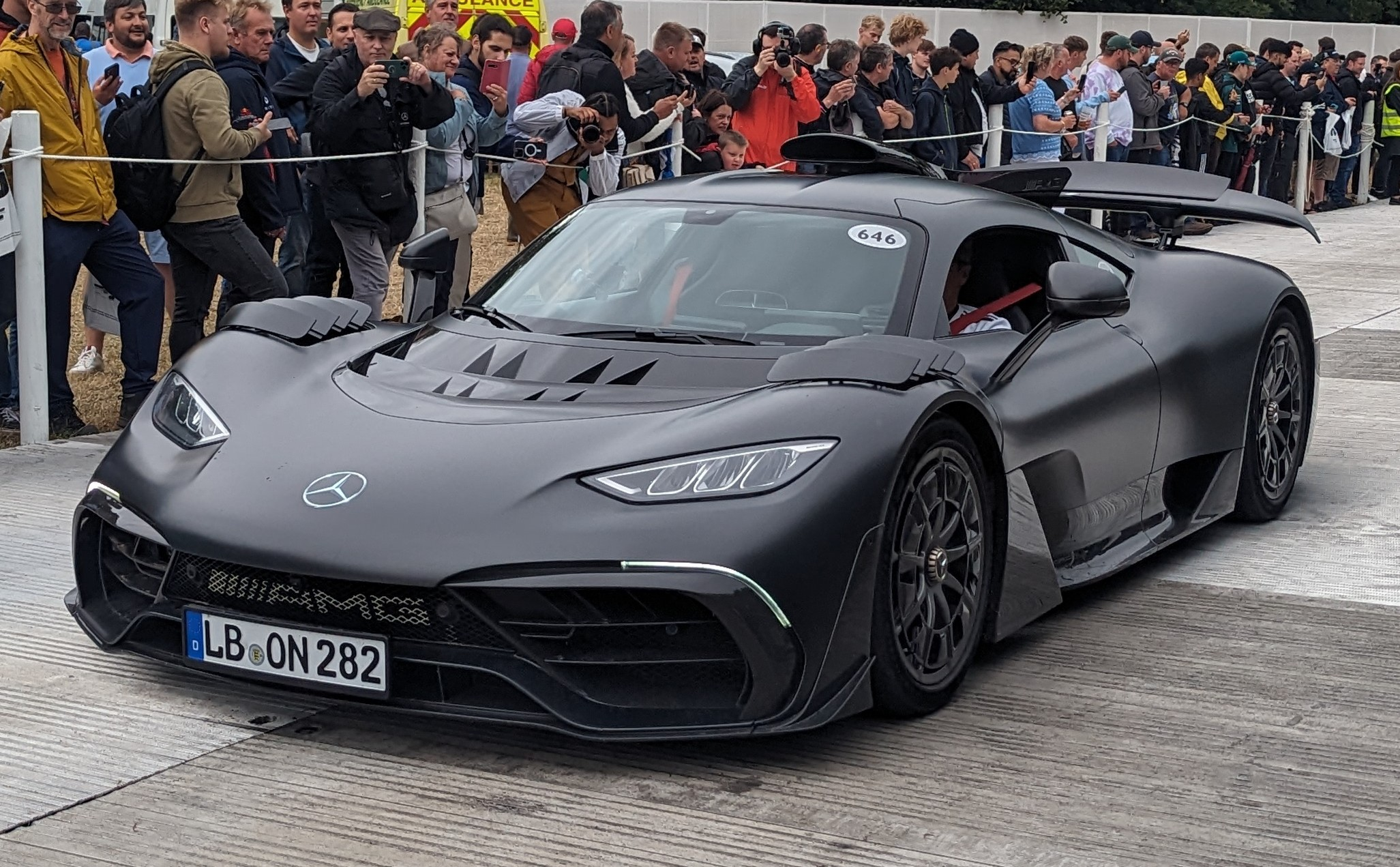
Mercedes-AMG One at the Goodwood Festival

La One reçoit une boîte de vitesses mécanique robotisée à sept rapports et une transmission intégrale grâce notamment à ses quatre moteurs électriques dont deux sont positionnés sur les roues avant, un sur l'essieu arrière et le dernier servant à la suralimentation. Elle abat le 0-200 km/h en 7 secondes, le 0-300 km/h en moins de 16 secondes pour une vitesse maximale supérieure à 350 km/h.

La One est chaussée de pneumatiques Michelin Pilot Sport Cup 2 (285/35 ZR 19 à l'avant et 335/30 ZR 20 à l'arrière) et des freins en carbone/céramique.

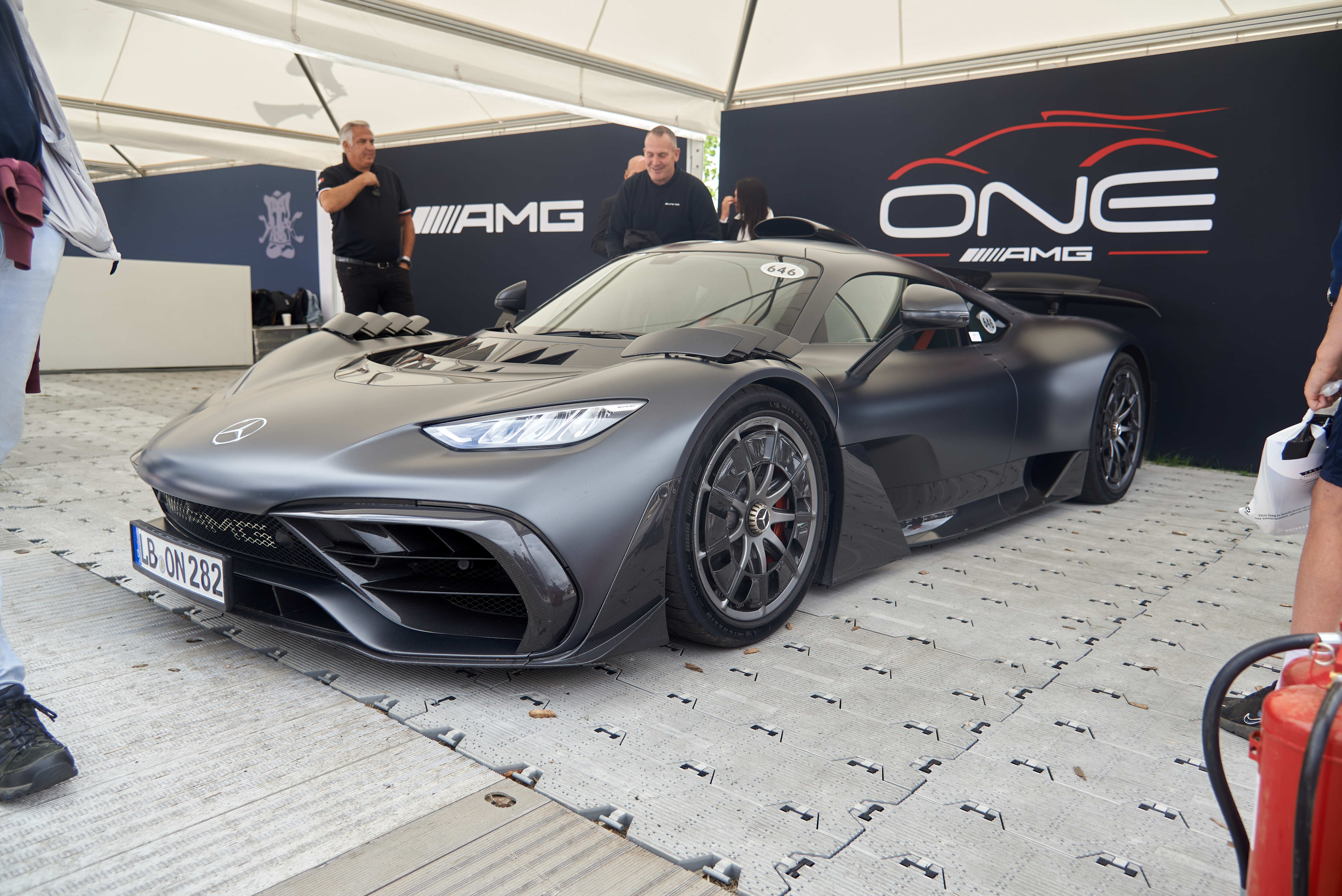
Mercedes AMG One.

| Version                        | AMG Project One                                  | AMG One                                          |
| Années de production           | 2017                                             | 2022—                                            |
| Production totale              | 1 exemplaire                                     | 275 exemplaires                                  |
| Prix de base                   | 2 500 000 €                                      | 3 000 000 €                                      |
| Type de production             | Concept car                                      | Voiture de série                                 |
| Classe                         | Supercar                                         | Supercar                                         |
| Énergie                        | Hybride essence                                  | Hybride essence                                  |
| Moteur(s)                      | V6 1.6 L Turbo (575 ch) + 4 électriques (488 ch) | V6 1.6 L Turbo (575 ch) + 4 électriques (488 ch) |
| Position du moteur (thermique) | Centrale arrière                                 | Centrale arrière                                 |
| Puissance Maximale             | 1063 ch                                          | 1063 ch                                          |
| Couple Maximal                 | ?                                                | ?                                                |
| Transmission                   | Intégrale                                        | Intégrale                                        |
| Boîte de vitesses              | Automatique à 7 rapports                         | Automatique à 7 rapports                         |
| Vitesse maximale               | 350 km/h                                         | 352 km/h                                         |
| 0 à 100 km/h                   | 2,9 s                                            | 2,9 s                                            |
| 0 à 200 km/h                   | ?                                                | 7,0 s                                            |
| 0 à 300 km/h                   | ?                                                | 15,6 s                                           |
| Consommation mixte             | ?                                                | 8,7 L/100 km                                     |
| Emission de CO2                | ?                                                | 198 g/km                                         |
| Rapport poids/puissance        | 1,51 kg/ch                                       | 1,59 kg/ch                                       |
|                                |                                                  |                                                  |
| Carrosserie                    | Coupé 2 portes (2 places)                        | Coupé 2 portes (2 places)                        |
| Portières                      | élytres                                          | élytres                                          |
| Masse à vide                   | 1600 kg                                          | 1695 kg                                          |

### Motorisation
Le moteur thermique est un moteur à essence V6 turbocompressé de 1,6 L fabriqué par Mercedes AMG High Performance Powertrains, nommé PU106C Hybrid et dérivé de celui qui équipe les Formule 1 Mercedes-AMG Petronas de 2016, logé en position centrale, associé à quatre moteurs électriques dont deux de 163 ch sur les roues avant, ces deux moteurs permettent une répartition active du couple et un entraînement purement électrique sur une distance d'environ 25 kilomètres, l'ensemble fournissant 759 ch (558 kW) à 11 000 tr/min. La One est une hybride capable de rouler 25 km en 100 % électrique. L'échange de gaz s'effectue via des culasses à 4 soupapes avec énergie pneumatique, les quatre arbres à cames sont entraînés par des engrenages droits. Le moteur est équipé d'un turbocompresseur à gaz d'échappement à assistance électrique et d'un intercooler intermédiaire en aval. Les roues à aubes du turbocompresseur et un moteur électrique de 80 kW (109 ch) reposent sur le même arbre du "V", entre les culasses. Cela permet au moteur de réagir sans délai et de récupérer, en partie, l'énergie thermique inutilisée. Un moteur électrique de 120 kW (163 ch) agit sur le vilebrequin du moteur à combustion via des engrenages et génère de l'électricité pour charger les batteries d'entraînement en mode remorquage. L'air de combustion est fourni via un carter d'aspiration d'air dans la prise d'air positionnée sur le toit du véhicule. La puissance délivrée aux roues arrière à direction active s'effectue via une nouvelle transmission manuelle automatisée à huit vitesses. Pour l'utilisation d'essence Super Plus disponible dans le commerce, la vitesse maximale du moteur à essence est limitée à 11 000 tr/min, son intervalle d'inspection est de 50 000 km (14 000 tr/min ou 4000 km pour la Mercedes F1 W07 Hybrid),,.